# Вспомнить Вэ Сэ Йо
«Вспомнить Вэ Сэ Йо» (англ. Total Rickall) — четвёртый эпизод второго сезона американского мультсериала «Рик и Морти». Сценарий к эпизоду написал Майк Макмэхан, а режиссёром выступил Хуан Меса-Леон.
Название эпизода отсылает к фильму «Вспомнить всё» (1990).
Премьера эпизода состоялась 16 августа 2015 года в блоке Adult Swim на Cartoon Network. Эпизод посмотрели около двух миллионов зрителей во время выхода в эфир.

## Сюжет
За ужином в семье Смитов брат Джерри дядя Стив даёт им билеты на самолёт в качестве благодарности за то, что они позволили ему остаться с ними в течение всего года. Приходит Рик и стреляет в Стива, чья форма меняется на настоящую — паразита, когда тот умирает. Рик говорит, что это паразит, который размножается, внедряя ложные воспоминания в головы людей. Рик говорит, что в доме должно быть только шесть человек — он сам, Морти, Саммер, Бет, Джерри и мистер Жопосранчик, последний из которых — маленькое жёлтое существо с высокой головой.
Рик изолирует дом от паразитов с помощью бронещитов, поскольку мистер Жопосранчик напоминает семье о воспоминании о кузене Ники, который затем появляется в комнате. Рик стреляет в него после того, как видит надпись с шестью настоящими членами семьи. Тем не менее, в семье по-прежнему возникают ложные коллективные воспоминания о новых персонажах, всех паразитах, которые попадают в комнату. Один из таких паразитов — Сонный Гэри, которого семья считает мужем Бет, — рассказывает Джерри о воспоминаниях о их поцелуях.
Гостиная теперь заполнена паразитами вместе с семьёй Смитов. Они пытаются убедить Рика, чтобы тот опустил щит, прежде чем начать убеждать остальных, что Рик — паразит. Некоторые из них нападают на Рика и крадут его часы, чтобы опустить бронещит. Морти ведёт Рика в гараж и собирается застрелить его, убеждённый, что он паразит, но понимает, как отличить паразитов от настоящих членов семьи: все внедрённые воспоминания хорошие, но у Морти много неприятных воспоминаний о Рике.
Используя этот метод, Рик и Морти уничтожают паразитов одного за другим. Плохие воспоминания о Саммер и Бет доказывают их реальность. Бет убивает Сонного Гэри, что делает Джерри склонным к самоубийству, но Бет понимает, что он настоящий. После уничтожения последних паразитов шесть первоначальных членов семьи садятся за обед. Бет, подозревая, что у неё нет плохих воспоминаний о мистере Жопосранчике, стреляет в него. Однако тот оказывается настоящим и тяжело ранен выстрелом.
В сцене после титров семья Смитов наблюдает за мистером Жопосранчиком на физиотерапии; он просит медсестру передать Бет сообщение, что ему жаль, что у неё нет плохих воспоминаний о нём.

## Отзывы
Кори Плант из Inverse отметил, что в эпизоде удалось включить все лучшие стороны Рика и Морти, особенно похвалил холодное начало и характер Сонного Гэри как юмористический, а Бет, стреляющую в мистера Жопосранчика, как «незабываемо». Комментируя откровение Морти о том, что персонаж реален, если у него с ним плохие воспоминания, Плант сказал, что «этот вдумчивый комментарий о беспорядке в жизни и семье универсален». Джесси Шедин из IGN оценил эпизод на 8,3/10, похвалив за то, что предпосылка позволяла каждому воспоминанию иметь актуальность сюжета, и что наблюдать за тем, как семья Смитов пытается выяснить, кто реален, было забавно. Шедин одобрил большое количество приглашённых актеров озвучивания, особенно Кита Дэвида в роли Жирафа наоборот, но раскритиковал финал за то, что он не уделил более значительного внимания «эмоциональным последствиям того, что годы хороших воспоминаний оказались ложными и пустыми». Зак Хэндлен из The A.V. Club дал эпизоду оценку A, похвалив предпосылку, наряду с быстрым темпом эпизода и отсутствием отвлекающего побочного сюжета.